# Bettan & Jan Werner
Bettan & Jan Werner var en sångarduo bestående av de norska sångarna Elisabeth Andreassen och Jan Werner Danielsen. Deras sång "Duett", en powerballad, vann norska Norsk Melodi Grand Prix 1994 och kom sexa i Eurovision Song Contest 1994.
I juletider turnerade Jan Werner Danielsen och Elisabeth Andreassen i kyrkobyggnader i Norge åren 1997, 1998, 1999, 2000 och 2001. Inför julen 1999 lanserade de julskivan Bettan & Jan Werners jul, vilken vara baserad på dessa kyrkokonserter. 22 juli-8 augusti 1998 gick föreställningen "Musical Highlights" på Hotel Klubben i Tønsberg i Norge. Detta följdes upp med en turné runt om i Norge, med start i Skien den 5 februari 1999 och avslutning i Oslo i Norge den 1 maj 1999. I januari år 2000 bjöds "Bettan & Jan Werner" tillsammans med många artister från flera stater in att sjunga på millenniekonserten "Sounds of a Better World - Small Voices Calling" i Carnegie Hall i New York i delstaten New York i USA. I juli 2001 gjorde duon showen "Glade juli" på Rica Park Hotel i Sandefjord i Norge. Jan Werner Danielsen avled den 29 september 2006.

## Diskografi
Album
- 1999: Bettan & Jan Werners jul
- 2000: Over the Rainbow and Other Musical Highlights

Singlar
- 1994: Duett